# 萊納爾·梅西的職業生涯
本條目為阿根廷男子足球員萊納爾·梅西的職業生涯事紀，包括其青少年時期生涯、俱樂部生涯以及國家隊生涯。

## 俱樂部生涯

### 巴塞隆拿

#### 2003－04賽季
2003年10月14日，已经年满16岁的梅西与巴萨签订了人生中第一份职业合約：合約截至2012年，毁约金高达3000万欧元，同年的11月15日，時任巴塞罗那主帥里杰卡尔德将梅西召入次日与波尔图友谊赛的大名单，梅西在第75分钟替补出场。
在2003年-04年球季，他為巴塞隆拿B隊參賽，整季上陣5場，可是並沒有入球。

#### 2004－05賽季
梅西於2004年10月16日正式為巴塞羅那一隊上場作賽，打破了最年轻在西甲比赛的巴萨球员的纪录。2005年5月1日在聯賽中對阿爾巴塞特中由朗拿甸奴助攻攻入西甲聯賽第一個入球，以17歲10个月零7天打破了球會最年輕入球者的紀錄。　2004-05赛季，梅西参加了9场联赛。
梅西在2005年的世青盃出現轉捩點，他在該屆比賽中大放異彩，共射入6球，其中兩球更是於決賽中攻入，最終不僅協助國家隊歷史上第五次封王，更奪得該屆賽事的神射手與最有價值球員獎項。
其後巴塞羅那開始重用梅西，他得到了一份續至2014年的新合約。

#### 2005－06賽季
在2005年至2006年的聯賽中，巴塞羅那作客對西甲另一支強隊皇家馬德里時，梅西在球場上的走動間接削減了敵方球隊的進攻，結果皇家馬德里在主場以0:3不敵巴塞罗那。
当赛季，梅西跟随巴萨夺得队史第二座欧冠冠军。但是由于梅西没有出战决赛，使得一些人认为梅西只赢得过三次欧冠，05-06赛季的不能计入其中。

#### 2006－07賽季

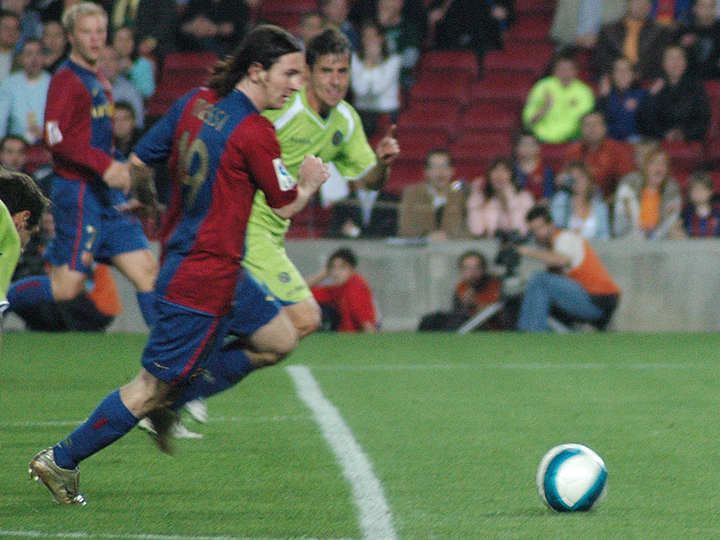
美斯於2006－07西班牙國王盃中對陣赫塔費（2007年4月18日）

2007年3月12日，梅西於2006-07賽季中次回合的「世紀德比」中展示出精湛的球技，皇家馬德里作客三度領先巴塞罗那，但主隊憑梅西大演帽子戲法三度追平，最終以三比三逼和，他不但成為繼前巴西國腳羅馬里奧後十三年來首位在國家德比中連中三元的巴塞罗那球員，更是歷史上第6位在比賽中獨中三元的球員。同賽季梅西在2007年4月18日西班牙盃4強首回合對赫塔費的賽事之間，由後場盤過5名赫塔費球員（包括守門員），然後窄角度射入空門，協助巴塞羅拿以5:2大勝。不少人把這個進球與馬勒當拿在1986年世界盃足球賽中射入的世紀最佳進球相題並論。但還不僅如此，梅西很快的又拷貝了馬拉度納的另一個代表作「上帝之手」。2007年6月9日聯賽主場對上西班牙人時，以與上帝之手模樣極為相似的手球將球打進球門。許多的媒體與球迷以這兩個進球為憑證，把梅西認作是馬拉度納完美的繼承人。2006-07赛季，梅西出场33次打入17球。梅西在2007年的欧洲足球先生和世界足球先生中分别名列第三和第二。

#### 2007－08賽季

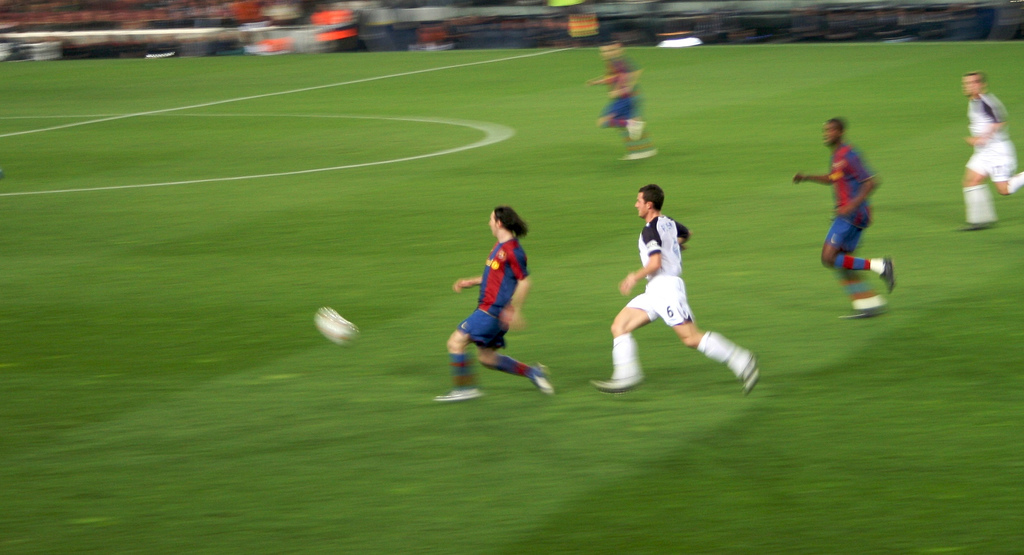
美斯於2007–08歐洲聯賽冠軍盃中對流浪者（2007年11月7日）

儘管梅西於2007-08賽季受到傷病的困擾，梅西在40场比赛打入16球，巴塞罗那也在此賽季也顯現出過多的弊病，決意在下賽季的陣容方面大量進行改造重建。

#### 2008－09賽季

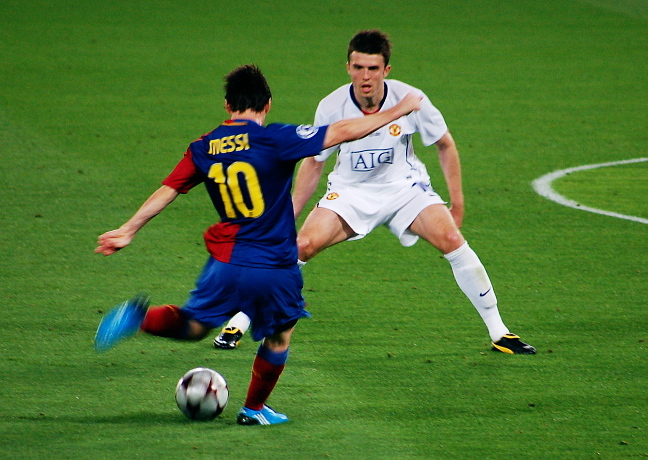
梅西於歐冠決賽對曼聯（2009年）

2008-09賽季時，穿上了離去的所留下的10號球衣，成為了紅藍軍新一代的領軍人物，2008年的欧洲足球先生和世界足球先生中，美斯都名列第二，緊隨克里斯蒂亚诺·罗纳尔多其後。在2009年2月1日聯賽做客對上桑坦德競技時，為巴塞隆納射進了俱樂部歷史上第5000顆進球。2009年歐洲冠軍聯賽決賽中，繼埃托奧攻入致勝球後，梅西以職業生涯中第一個頭球同時也是第一個對上英格蘭足球俱樂部的進球，幫助巴塞隆納以2-0擊敗曼聯，捧起了他個人的第二座歐冠獎盃。梅西在這個賽季總共射進38球，更以9球成為歐冠最佳射手。隨後以最高姿態力壓克里斯蒂亚诺·罗纳尔多奪得歐洲足球先生以及世界足球先生。同年為巴塞羅那贏得六冠王，實現了前无古人的大滿貫。

#### 2009－10賽季
2009-10賽季，梅西進球數一場接著一場刷新。賽季末結算時，梅西一共上演了四次帽子戲法（過往有兩次，至此生涯共六次），其中包括了在2010年4月6日於歐冠八強賽中主場對陣，上演「大四喜」。最終分別以34顆進球與8顆進球雄崌西甲與歐冠射手榜首位，是為雙料射手王，單季進球總數再創生涯新高，幫助巴塞隆納在西甲完成二連霸，完全奠定了新一代諾坎普國王的地位，但在歐冠四強敗在國際米蘭之下，未能衛冕成功。儘管如此，梅西追平了罗纳尔多在1996年到1997的47球記錄。

#### 2010－11賽季

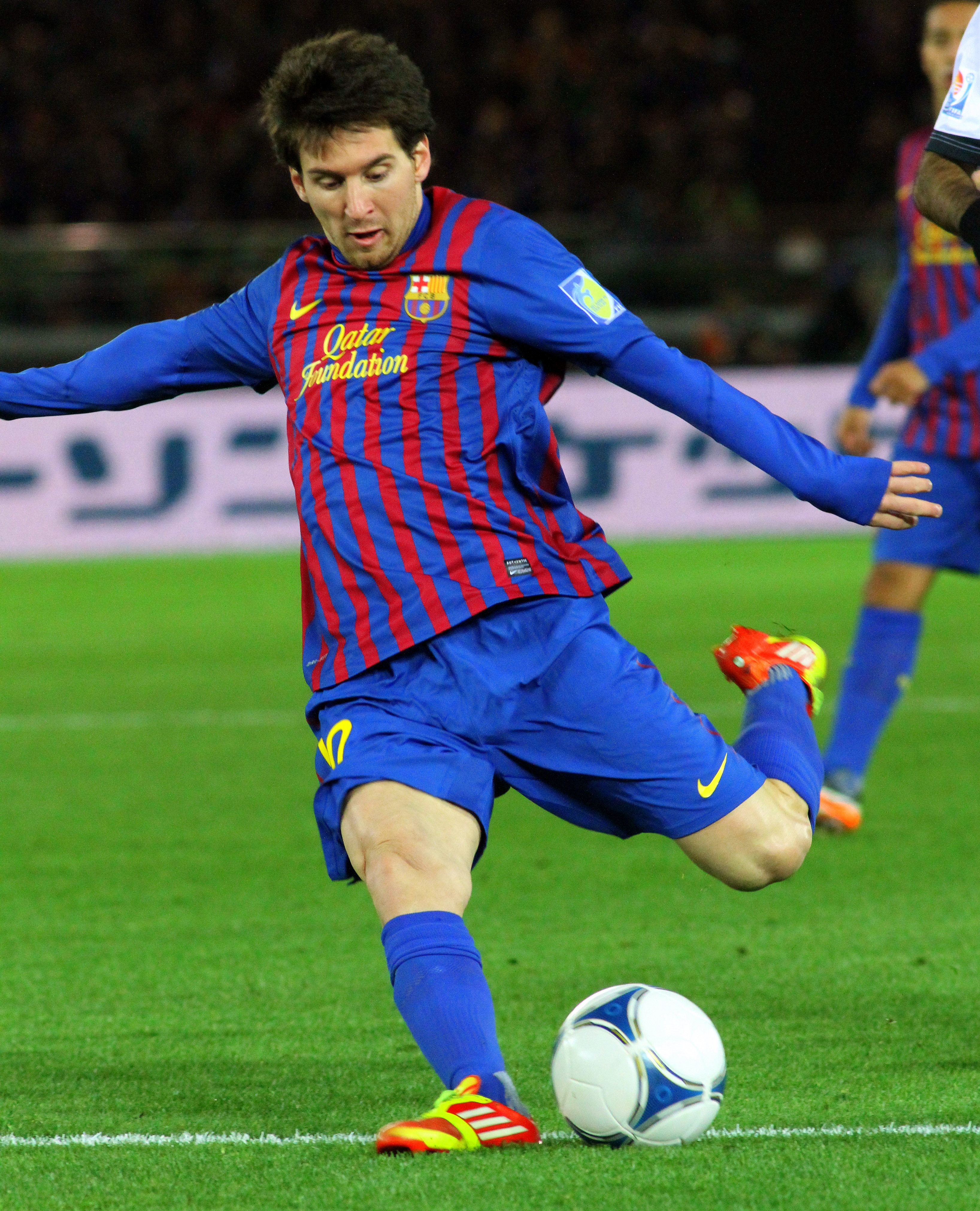
梅西（2011年）

梅西在季前的西班牙超级杯第二回合，对阵塞维利亚上演帽子戏法。赛季第一轮，巴塞客场迎战桑坦德竞技，梅西开场三分钟便取得进球，但第二轮巴塞主场爆冷输给升班马靴格里斯，虽然之后对阵马德里竞技取得进球，但因对方后卫严重犯规而休养两个星期。复出后的第一场对阵马略卡射进球，梅西的进球潮一发不可收拾，之后八场联赛攻进十个球，更奉献多个助攻。第13轮，巴塞罗那主场迎战死敌皇家马德里，梅西在「世紀德比」当中奉献两个助攻给比利亚，最终以大比分5-0战胜对手，创造了近15年来国家德比巴萨在主场以大比分战胜对方，巴萨从第二名升到榜首。从第6轮开始到23轮，巴萨更创造联赛16连胜的记录。第31轮梅西对阵艾美利亞当中射进两球，他追平了上个赛季的47球记录，联赛助攻更达到17个，而联赛在欧冠方面梅西在小组赛攻进6个进球，进入十六强，首回合巴萨造访酋長球場，梅西虽然在比赛助攻比利亚攻进一球，随后巴萨控制战局，但最终以2-1输给阿森纳。回到诺坎普，巴萨以绝对优势3-1击败枪手，梅西进了两球，其中一个显示梅西的超人想象力，晋级八强，梅西助攻给凱塔，最终球队主场5-1击败薩克達，回到客场梅西攻进一球，打破了罗纳尔多在96/97赛47个进球，成为巴萨历史上在单一赛季进球最多的球员。之后巴萨在20天之内4次迎战死敌皇家马德里，联赛32轮做客伯纳乌，与C罗一样打进一粒点球，最终1-1收队。但西班牙国王杯决赛，巴萨赛季第三次迎战死敌皇家马德里，但可惜在加时赛103分钟，被C罗头球破门，最终球队0-1落败，无缘冠军。但之后在欧冠半决赛，梅西在伯纳乌梅开二度，第77分钟射穿。第86分钟，梅西上演连过四人的绝技，射进奠定胜局的进球，让巴塞罗那客场力克2-0皇家马德里，最终总比分3-1击败皇马，三年内两次进入决赛。在2011年5月28日的，梅西打破了自己在英伦不进球的魔咒，以一记冷箭洞穿了把守的大门，使巴塞罗那2：1领先。这一球极大地振奋了球队士气，最终巴塞罗那以3：1战胜了曼联，捧得了欧洲冠军联赛冠军奖杯。本赛季的欧洲冠军联赛，梅西以12球连续第三届蝉联射手榜，追平了与2002-2003赛季的欧洲冠军联赛（改制后）的进球纪录。

#### 2011－12賽季

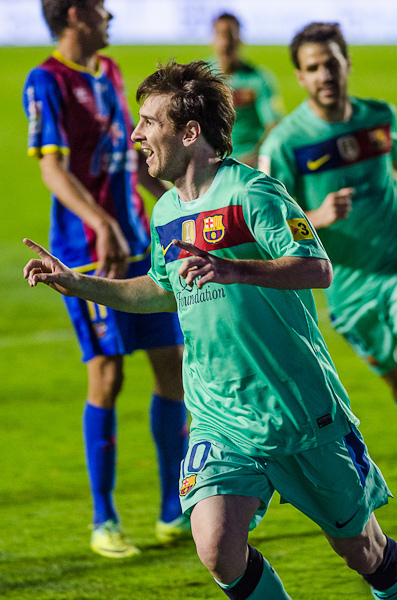
梅西（2012年）

在欧冠小组赛第二轮与鲍里索夫（白俄罗斯球队）的对阵中，梅西独中两元，并造成对方打进一个乌龙球，最终使得巴塞5-0大胜对手。本场比赛后，梅西以194个进球，追平成为巴塞罗那足球俱乐部历史上的第二射手。其後在作客捷克的時再演帽子戲法協助球隊作客4比0大勝，本场比赛后，美斯突破200球。在主场5:0战胜利雲特的比赛中，梅西打入1球，本场比赛是梅西代表巴塞罗那一队正式参加的第292场的比赛，至此，梅西追平，并列成为代表巴塞罗那俱乐部出场次数最多的外籍球员。
在欧冠八分之一决赛次回合对阵利華古遜的比赛中，美斯独入五球，助巴塞以7:1、总比分10:2大胜对手，这也是梅西第一次在正式比赛中单场独入五球（同時也是歐冠改制後首位單場獨入五球的球員），并追平的欧冠单场进球纪录。而在其後西甲聯賽對格蘭納達既比賽時上演帽子戲法以勝出，同時更以234球超越打進232球的施薩·洛迪古斯，成為了巴塞歷史上的頭號射手。其後在歐冠八強次回合主場對陣AC米蘭的比賽中，美斯射入兩個十二碼，使其歐冠入球數目達14球，打破在歐冠保持的12球記錄。助巴塞以3:1、总比分3:1淘汰对手，可惜最終在四強不敵車路士衛冕欧冠失敗，但美斯仍以14球連續第四屆蟬聯歐冠射手榜。2012年5月5日，巴塞憑美斯連中四元以4-0戰勝愛斯賓奴後，美斯在2011–12賽季已經總計進了72球，打破「轟炸機」梅拿的歐洲頂級聯賽單季入球記錄，同時也超越在1924/1925賽季為柏林恒鋼鐵（Bethlehem Steel F.C.）打進70球的奧治·斯塔克（Archie Stark），成為了世界足壇歷史上單賽季進球最多的球員。美斯在本季西甲打入50球，打破了自歷史以來個人西甲聯賽單季最高進球的記錄、美斯本季亦奪得西甲金靴和歐洲金靴。

#### 2012－13賽季
2013年，美斯與巴塞續約到2018年，到2018年他將年滿31歲，美斯年薪最終將高達1250萬鎊，加上獎金將是2750萬鎊，將是球壇收入最高的球員。2012年他代表球會和國家隊各項賽事攻入91球，當中西甲聯賽攻入46球，创造自然年进球纪录。在打破这一纪录后，梅西将其巴萨球衣赠予盖德穆勒，以示尊重。该球衣现保存于拜仁慕尼黑博物馆，是该博物馆唯一一件非拜仁球员藏品。2012－13賽季美斯創出西甲連續21輪入球紀錄，從第11輪開始到34輪，一共攻入33球。

#### 2013－14賽季
本赛季，梅西在联赛打入28球，助攻11次，上演3次帽子戏法，分别是对阵華伦西亚、奥萨苏纳和皇马的比赛中。當中对阵皇马的比赛中，梅西帽子戏法助巴塞4-3雙殺對手，並以21球打破國家打吡進球紀錄。欧冠赛场则是打入8球，国王杯打入5球完成3次助攻，奉献数据41球14次助攻，依然是球队头号得分手，最终巴塞获得西甲第二名，全季只取得西班牙超级杯一项锦标。

#### 2014－15賽季

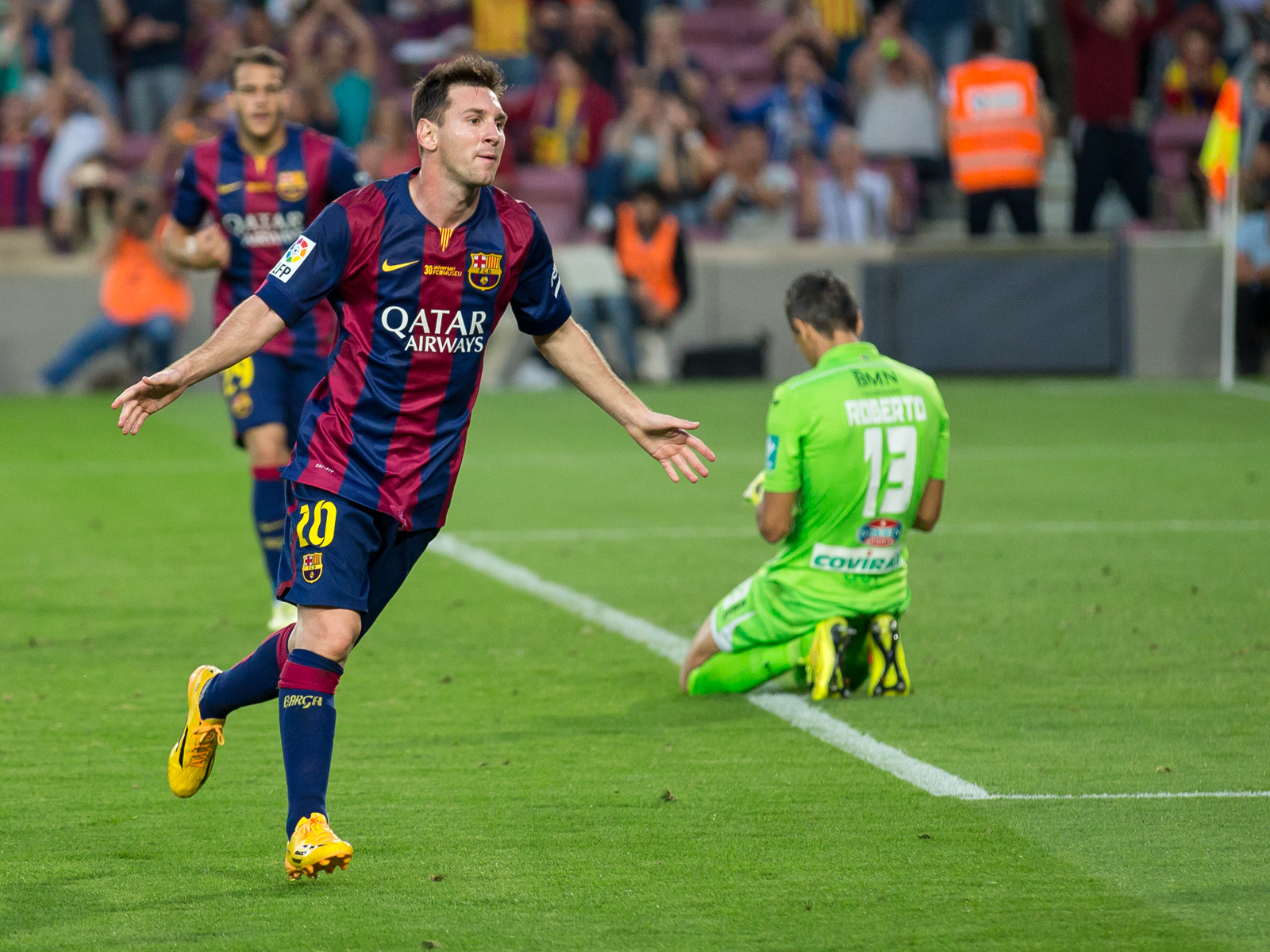
美斯慶祝他對格拉納達的第二個進球(2014年9月)

2014年11月23日，美斯在西甲第12轮對西維爾一戰中以一球巧妙罰球為巴塞隆拿先開紀錄，這亦是他在西甲第251個入球，追平前畢爾包射手萨拉所創下的紀錄。然後美斯再於72與79分鐘再有進帳，除了於這場比賽上演帽子戲法外，亦令到美斯以253個入球榮登西甲歷史射手榜首位，打破了塵封近60年的紀錄；美斯亦是巴塞隆拿歷史中入球最多的球員，在各項賽事為球隊攻入了368球。
美斯亦在Facebook上載了於2005年對阿爾巴塞特時自己攻入於西甲首個入球的影片並寫道：「當時的我在攻入這個進球後未有想過自己會打破任何紀錄，更何況這個紀錄是由偉大的射手薩拉所保持。」
「若果沒有身邊所有人的支持，我無法達成這個成就，我把這個榮譽與你們一起分享，感謝你們的支持。我亦要把成就分享給那些已離開球隊的人，你們的支持與鼓勵我永遠不會忘記。」
兩天後，11月25日的歐冠比賽中，巴塞隆拿作客4-0擊败尼科西亞，美斯以右腳攻入3球，上演個人第一個右腳帽子戲法，同時超越魯爾，以74球成為歐冠盃歷史上入球最多的球員。
2014–15年歐洲冠軍聯賽四強首回合，巴塞隆拿在於主場迎戰拜仁慕尼黑，巴塞核心美斯的表現令人驚嘆，他交出2個入球與1個助攻，拜仁慕尼黑作客魯營在主力傷缺下只能採取消極的防守打法，主隊美斯、蘇亞雷斯及尼馬雖有不少入球機會，卻被客隊世界最佳門將紐亞一一化解。拜仁看來一直防守接近成功之際，但卻被美斯粉碎哥迪奧拿的美夢。美斯先在77分鐘時接應丹尼爾·艾維斯的橫傳，禁區邊射破紐亞的五指關。這亦是小跳蚤第4次與紐亞碰頭的第一個入球。美斯所入的第2球精彩絕倫，美斯在禁區內扭跌拜仁的中堅謝洛美·保定，然後在窄角下用他那不擅長的右腳輕鬆巧妙地笠射入網以一己之力摧毀這支德甲班霸，最後更助攻尼馬一球單刀球，協助球隊以3-0獲勝。美斯扭倒博阿滕的方式更被球迷戲稱為犯罪式過人。
而在西班牙杯決賽對畢爾包攻入的第一球同樣精彩。梅西在右路離門40多碼，連續擺脫三名後衛的緊纏後帶入禁區，再以假動作騙過上前攔截的拿樸迪，並射入近柱。令球隊擊敗畢爾包，史上第27次奪冠。
在及後的2014–15年歐洲冠軍聯賽決賽，梅西雖然並無入球，但仍協助球隊以3-1打敗祖雲達斯，助球隊第5次登頂歐洲，幫助巴塞羅那永久保留歐洲冠軍杯。
梅西、蘇亞雷斯和尼馬組成的「MSN」組合則總共交出了驚人的122球和66次助攻，分別攻入58球、25球和39球，成為足球史上最強的三叉戟，全歐最恐怖的攻擊組合，助巴萨成為史上首支兩奪三冠王的球隊。

#### 2015－16賽季
2015年歐洲超級盃美斯在8分鐘之內射入2個自由球，球隊最終5比4擊敗西維爾。在沙維離隊後，美斯被委任為巴塞羅那的副隊長，也因為哈維的離隊加上伊涅斯塔的表現逐漸下滑，讓梅西漸漸的由前場後撤到中場傳控球。
不過，在隨後的西班牙超級杯賽事上，巴塞羅那主客場以1-5的總比分慘敗畢爾包，擊碎了巴薩再續六冠王的絕佳機會，而美斯成為了該項賽事上唯一進球的巴塞羅那球員。9月12號，美斯在巴薩客場1-1戰平羅馬一役中，成為了歐冠歷史上最年輕的100場球員。14天後（9月26號），美斯在對拉斯彭馬斯的西甲比賽中受傷，隨後被醫生診斷為內側對位韌帶撕裂，將休息6到8個星期。在4月17日對上瓦倫西亞的比賽中梅西攻入了他職業生涯的第500球，而這500球只花了632場。在同月23日對上希洪的比賽中巴塞隆納得到了3記12碼，身為首席劊子手的梅西卻把前2球讓給正在爭歐洲金靴的蘇亞雷斯，第3球讓給近況不佳的內馬爾，希望他重拾最佳狀態，得到了許多人的稱讚。
也因為如此，今季頻頻為隊友製造入球機會的梅西將連續當6季的巴塞首席射手讓給蘇亞雷斯。
梅西在西班牙國王盃決賽加時階段，分別交出兩個助攻給佐迪·艾巴以及尼馬入球，幫助球隊奪盃。

#### 2016－17賽季
梅西在這賽季的第一場聯賽中交出兩個入球和一個助攻，幫助球隊以6-2大勝贝蒂斯。西甲第5輪的比賽中梅西再次交出2入球1助攻幫助巴塞作客以5：1擊敗創會88年來首次升入西甲的莱加内斯，這也是他在第34座球場踢入西甲進球，也超過前球星魯爾的33座，成為西甲成立以來在最多座球場入球的球員。
今季的首場歐冠中踢入3球和兼交出1個助攻，幫助巴塞隆納以7：0大勝蘇超冠軍塞爾提克，也以6次超越勁敵C羅成為在歐冠歷史上最多次上演帽子戲法的球員。9月22號梅西在對上馬德里競技的比賽中受傷退場，預計要休息3周。
梅西在復出後的第一場正選比賽就要對上曾經帶領巴塞隆納拿下6冠王偉業的前教練瓜迪奧拉所帶領的曼城，即使受傷剛復原，但是梅西的狀態依然很出色，繼上一場比賽踢入3球後，連續2場上演帽子戲法，帶領巴薩以4：0大勝，也成為史上第2位連續2場比賽都戴帽的球員。這場比賽後，梅西在今季上場10场已經踢入12球。
2017年4月23日，西甲第33轮作客皇家馬德里的國家打吡兼榜首大戰，美斯表現活躍，六次個人突破成功，惹來對方防守球員不斷的惡意犯規，使皇馬兩名球員領黃牌並又一次讓拉莫斯領紅被逐離場，令皇家馬德里的局勢變得更為被動。美斯上半場遭馬些路打傷流血，但還是沒辦法阻止「受傷的美斯」在邊咬棉花止血邊過人突破的情況下為巴塞扳平。並於下半場補時階段最後20秒沙治·羅拔圖由後場發動進攻長途奔襲，千里走單騎直闖皇馬禁區前最終由艾巴接應並助攻美斯完成3-2絕殺。
美斯進球後脫下球衣，舉起印有名字及號碼的一面向皇馬球迷展示，這個慶祝動作成為一幕經典。
梅西完全主導比賽，在皇家馬德里主場伯纳乌球场梅開二度，攻入個人代表巴塞隆拿的第500個入球，刷新紀錄第23次射破皇馬大門成為皇馬打吡戰剋星。不但令皇馬在聯賽兩循環均不能戰勝巴塞，從而該季對戰皇馬保持不敗，更令巴塞以較佳對賽成績壓過皇馬升上榜首，保持爭冠希望。
2017年5月28日，國王杯決賽對上阿拉維斯的比賽中以一入球一助攻帶領巴塞奪得國王杯冠軍，同時為送別領隊安歷基劃上完美的句號。

#### 2017－18賽季
美斯雖然在西班牙超級盃為巴塞隆拿射入十二碼先開紀錄，可是球隊兩回合以1-5大敗於皇家馬德里。及後他分別在勝愛斯賓奴5-0及勝伊巴6-1時攻入3球及4球。美斯於11月25日與球隊續約至2020-21球季結束。
2018年1月7日對陣利雲特的聯賽為美斯第400次於西甲聯賽上陣。4月21日，美斯於西班牙盃決賽攻入一球，助巴塞隆拿大勝西維爾5-0，於該盃賽四連霸。4月29日，美斯大演帽子戲法，以4-2擊敗拉科魯尼亞，為巴塞隆拿奪得第25個西甲聯賽冠軍。5月9日，美斯攻入一球以5-1大勝維拉利爾，為巴塞隆拿創下西甲歷史最長不敗紀錄（43場）。

#### 2018－19賽季
由於恩尼斯達的離隊，美斯接過隊長臂章。
5月1日，正好是美斯首個入球的十四週年，美斯對利物浦梅開二度，包括射入一球自由球，是他在巴塞的第六百球，助巴塞赢得比赛。
当赛季，梅西交出了有史以来个人最强的单核带队表现，帮助巴塞罗那取得西甲冠军和欧冠四强，个人亦荣膺西甲金靴、欧冠金靴和欧洲金靴。然而在赛季末期，球队疲态暴露，在安菲尔德球场被利物浦0-4大逆转，在赛季最后一场国王杯决赛中，也以1-2的比分不敌瓦伦西亚。尽管如此，梅西仍然击败了最大竞争对手范迪克，夺得个人第六个世界足球先生和金球奖，并与汉密尔顿共同当选劳伦斯最佳男子运动员，成为该奖项创立以来首位获奖的团队项目运动员。

#### 2019－20賽季
19/20年賽季初，在華維迪的指導下美斯領銜蘇亞雷斯以及格里茲曼再次出發奪冠之路，但是在西甲聯賽賽季初，巴薩取得23年來開局最差的分數，並且在2020西班牙超級杯準決賽中被馬競逆轉出局，在2020年初即失去首個冠軍杯。在2017-18，18-19歐冠被羅馬以及利物浦大比分逆轉淘汰，以及19年國王杯決賽失利和20年超級盃淘汰之後，華維迪被巴薩高層裁員。在當年1月13日接任總教練的是前贝蒂斯教練施迪安，雖然經過換帥，但是巴薩的危機仍然四伏，在2019-20西甲賽季末，穩坐西甲射手榜助攻榜第一的美斯以及聯賽榜首的巴薩，在第29輪把聯賽榜首送給死敵皇馬，並且在倒數第二輪以平手結果提前一周將西甲冠軍送交皇馬手上。
而在2019-20年國王杯賽上，巴薩也早在2020年2月7日八強1-0被畢爾包競技零封淘汰。
而今賽季的歐冠盃也因肺炎疫情延後至八月重啟，在此之前，巴薩在華維迪的帶領下以小組不敗之姿進軍16強面對拿坡里，而在施蒂安接棒過後，16強第一戰在客場與拿坡里打平。在重啟歐冠賽事之後，美斯這賽季也只剩下歐冠盃可以寄予厚望，16強第二戰在主場對鎮拿坡里，在當場第23分鐘，美斯在禁區邊緣連過三人，在倒地前一記曲球將球送進球門拿下第二分，最後則以3-1總比分4-2拿下勝利晉級8強，準備對陣當季德甲冠軍拜仁慕尼黑，此時巴薩的士氣來到了整賽季的高潮。此時的拜仁陣中有狀態大熱的萊萬，是2019/20年德甲和當前歐冠賽事的射手榜榜首。而在八強賽前，巴薩也收到不少拜仁的挑釁訊息，例如美斯現況不如萊萬，不犯大錯可以輕取巴薩等言論。而在八強賽90分鐘鳴哨時，巴薩以2-8被拜仁屠殺，再一次的在歐冠盃被大比分淘汰出局，目送拜仁進軍4強，而這場比賽也是巴薩這賽季的最後一場比賽。
這個賽季也是巴薩2007年以來第一次四大皆空的賽季，在賽季結束後，施迪安被巴薩遣散，2020年8月19日巴薩宣布執教荷蘭國家隊的科曼卸下國家隊教練來到巴薩任教，並誓言以年輕新血替代老血重建巴薩。而美斯在大比分輸球之後，各界輿論美斯可能出走巴薩。2020年8月25日，巴薩官方證實美斯想用離隊條款在今夏離隊並且離隊主因是個人問題。巴薩宣稱條款已在六月過期，但美斯認為因疫情關係賽季延後，條約應給予適當延期。出于不愿与效力多年的俱乐部对致公堂的本愿，在2020年9月5日梅西在接受采访时又表示还会为巴萨效力。12月22日，梅西踢進在巴薩第644球，成為效力單一球會進球最多的球員。

#### 2020－21賽季
2020年10月24日，梅西带领的巴塞罗那在西班牙国家德比以1-3的比分在主场诺坎普败给死敌皇家马德里，这一场梅西收获0进球和0助攻，是梅西自2018/19赛季以来连续第6场在西班牙国家德比零进球和零助攻。
2021年3月15日，梅西為巴塞罗那出場次數達767次，追平哈維紀錄。
2021年4月17日，巴塞罗那击败毕尔巴鄂竞技，再次夺得国王杯冠军。
2021年5月16日，巴塞罗那在西甲倒数第二轮被维戈塞尔塔1-2逆转，丧失联赛争冠主动权。比赛中梅西头球破门。这是他为巴萨打入的最后一球。赛后，因备战即将到来的美洲杯，梅西提前离队。
2021年8月5日，因球會經濟原因以及未能符合西甲的財政公平競技原則，美斯無法與球會履行新的合約，結束長達21年的球會生涯。国王杯冠军成为了梅西为巴萨夺得的最后一座冠军。

### 巴黎聖日耳曼

#### 2021－22赛季
2021年8月10日，法甲俱樂部巴黎聖日耳曼足球俱樂部與梅西達成協議，新球季梅西將為巴黎聖日耳曼出戰，並身穿30號球衣。2021年8月29日，巴黎客场挑战兰斯，第66分钟，梅西换下内马尔替补上场，完成法甲首秀。
9月28日，梅西在歐冠小組賽2-0戰勝曼城的比賽中打進了在巴黎聖日耳曼的第一個進球。
11月21日，梅西在法甲3-1戰勝南特的比賽中打進了在聯賽的第一個進球。
11月28日，梅西在法甲3-1战胜圣埃蒂安的比赛中送出了自己在巴黎的第一个助攻。而这场比赛梅西完成了助攻帽子戏法。
11月29日，梅西获得第七座金球奖。
2022年4月23日，梅西世界波破门帮助巴黎圣日耳曼主场1-1战平朗斯，提前4轮锁定法甲联赛冠军。
本赛季梅西状态平平，在联赛中仅打入6粒进球，但奉献了14次助攻。在赛季结束后的金球奖评选上，梅西首次未入围前三十。

#### 2022－23赛季
2022年7月31日，梅西在法国超级杯中打进一球，巴黎圣日耳曼4-0战胜南特夺得法国超级杯。
2022年8月7日，在法甲首輪的比賽中，巴黎聖日耳曼5-0戰勝克萊蒙，梅西兩射一傳，其中在86分鐘的進球為梅西在職業生涯中首個以倒掛金鉤的方式進球。
2022年10月26日，在歐冠小組賽中，率領巴黎聖日爾曼在主場迎戰以色列海法馬卡比之戰，單場演出2進球、2助攻，以35歲123天成為歐冠史上完成此一紀錄的最老球員，同時以23禁區外進球數超越葡萄牙超級球星C羅（Cristiano Ronaldo），創下歐冠史上最多紀錄。
2022年12月18日在2022年國際足總世界盃決賽获得了世界杯冠军，成功加冕球王称号，时隔36年拿到世界杯冠军，7场7球7助攻，同时打败法国上届的世界杯杯冠军夺主。
2023年5月27日，凭借梅西的进球，巴黎客场1-1战平斯特拉斯堡，提前一轮夺得法甲联赛冠军。至此，梅西以496粒进球超越C罗成为五大联赛历史射手王，以43冠与巴西球员阿尔维斯并列成为足坛获得冠军最多的人。
2023年6月4日，法甲最後一輪對陣克萊蒙是梅西的法甲告別戰，隨後主教練加爾蒂宣佈梅西離開效力兩年的巴黎聖日耳門。
2022-23赛季，梅西成为五大联赛达成进球助攻“两双”数据最多，并以16助成为法甲助攻王。在俱乐部荣誉方面拿下一座法超杯和法甲联赛冠军，个人方面也荣获第七个世界足球先生和第二个劳伦斯年度最佳男运动员，并入选法甲赛季最佳阵容。在国家队层面，2022年卡塔尔世界杯冠军为他补齐了各项荣誉的最后一块拼图。2023年6月26日，法甲官方宣布梅西当选赛季最佳外籍球员。

### 邁阿密國際

#### 2023赛季
2023年6月8日，梅西在接受來自世界體育報的專訪时，明確表示自己將會加盟邁阿密國際。7月16日，邁阿密國際宣布簽下梅西。
2023年7月21日，梅西在北美聯賽盃对阵墨西哥蓝十字的比赛的第54分鐘替补登场，並從手中接過隊長臂章，迎来美职联首秀，在比赛最后时刻打入任意球绝杀，為其个人在邁阿密國際首粒进球，这粒进球帮助迈阿密终结各项赛事多场不胜。自後起擔任球隊隊長。
2023年7月25日，在北美聯賽盃对阵亚特兰大联的比赛中，梅西上演两射一传，帮助迈阿密国际取得小组两连胜，晋级1/16决赛。8月2日，梅西再次上演梅开二度，帮助迈阿密3-1淘汰奥兰多城晋级联赛杯16强。8月6日，在對陣達拉斯的北美聯賽盃16強中，梅西又射入兩球，包括一腳自由球。協助球隊以4-4扳平並在互射十二碼中協助勝出晉級8强。
2023年8月11日，在北美聯賽盃对阵夏洛特的比赛中，梅西在70分钟打进一球，最终迈阿密国际以4-0 晋级4强。8月16日，在对阵费城联的半决赛中，梅西以一记贴地斩的世界波帮助迈阿密国际以4-1打入决赛，同时确保了中北美和加勒比海冠军杯外围赛资格。
2023年8月19日，在北美聯賽盃对阵納士維的决赛中，梅西上半场打入迈阿密国际在常规时间的唯一一粒进球，并在最终的点球大战中率先攻破田纳西的球门，职业生涯所有点球大战全部第一个站上罚球点，且仅有一次罚丢。最终迈阿密国际以1–1（10–9）的比分获得了冠军，同时晋级中北美和加勒比海冠军杯正赛。梅西则以7场10球的表现获得赛事金靴及最佳球员，并以44冠超越43冠的阿尔维斯成为职业足坛拥有冠军最多的人。
2023年10月31日，梅西在金球奖竞选中获得了第一，拿到了自己第八个金球奖。

## 國家隊生涯

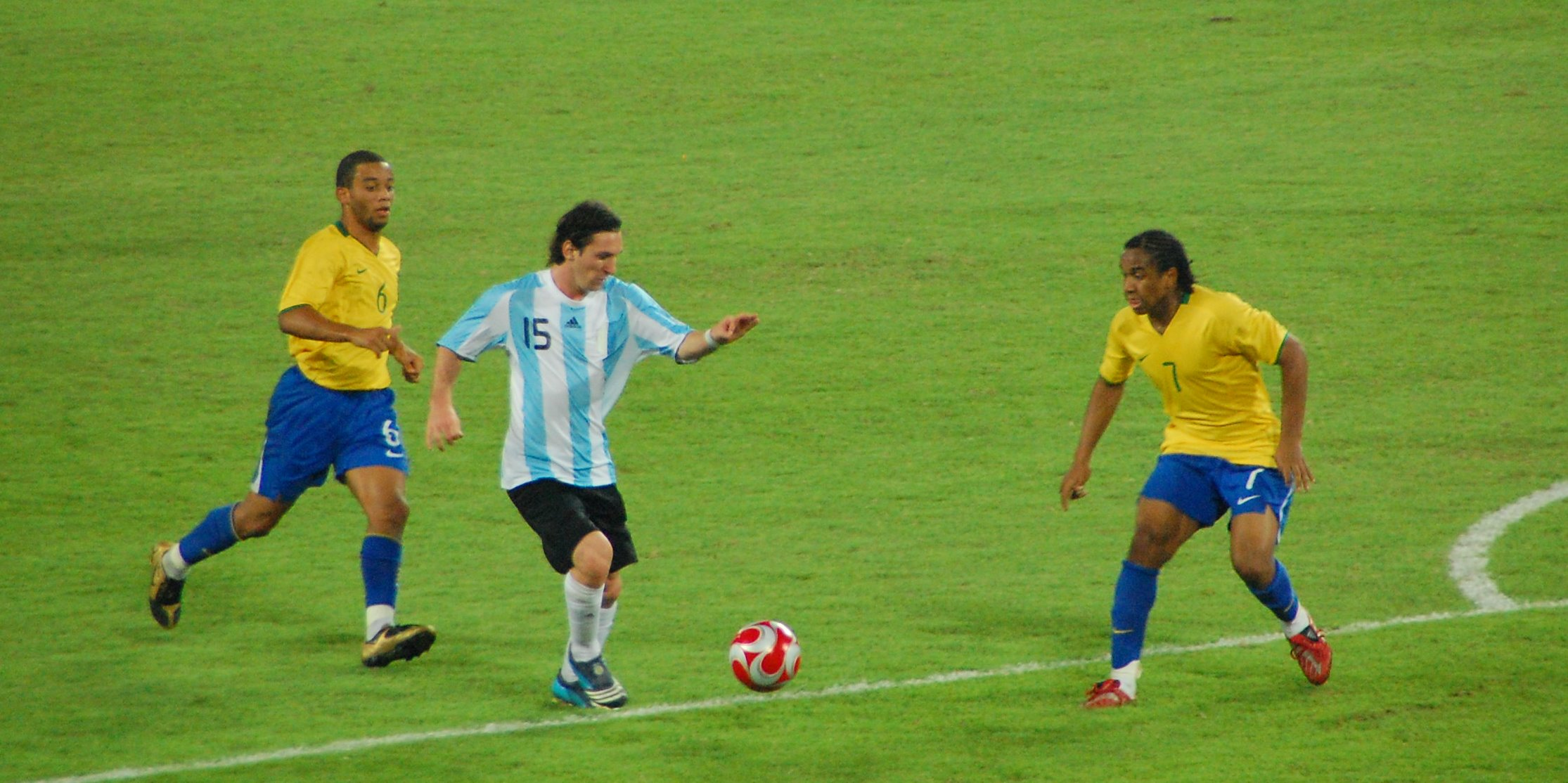
梅西於2008年北京奧運中對陣巴西

### 2005年至2006年：初出茅庐
梅西雖然居於西班牙，并于2005年9月26日获得西班牙国籍，但他並沒有代表西班牙國家足球隊出賽，而選擇為出生國阿根廷披甲。
在對20歲以下球隊的成就獲得認可後，資深經理何塞·佩克曼在2005年8月17日的一場對匈牙利的友誼賽中首次召集梅西入選國家隊。當時18歲的梅西在費倫茨·普斯卡什體育場為阿根廷國家隊做了他的成年隊首秀，第63分鐘替補上場，然而僅僅兩分鐘後因對維爾莫斯·萬奇克被罰下場。萬奇克在試圖拉梅西的球衣時梅西用手臂打了進防守球員，裁判將此解讀為故意的肘擊行為，這是一個有爭議的判決。據報導，梅西在被罰下場後在更衣室裡哭泣。他在9月3日對巴拉圭的世界盃預選賽中重新回到國家隊，他稱此場比賽為自己的“重新首秀”。
在接下來的預選賽對秘魯的比賽中，梅西首次首發上陣，在比賽中贏得了一個關鍵的罰球，確保了阿根廷的勝利。賽後，佩克曼形容他為“一顆寶石”。隨後，他在阿根廷參加2006年FIFA世界杯前開始常規出場，並在2006年3月1日對克羅地亞的友誼賽中攻入了自己的首個進球。但一周后他拉傷了腿筋，使他參加世界杯的資格受到威脅，但他最終入選了佩克曼的名單，並及時恢復健康參加了比賽。

#### 2006年世界杯
2006年世界杯梅西入選阿根廷國家队，被阿根廷傳媒指他有能力成為球隊正選。在德國世界杯期間，梅西在替補席上見證了阿根廷對科特迪瓦的揭幕戰勝利。在接下來的比賽中對陣塞爾維亞和黑山，他成為了代表阿根廷參加FIFA世界杯的最年輕球員，第74分鐘替補上場。他幫助球隊攻入第四個進球，並在6-0的勝利中攻入最后一個進球，成為了世界杯歷史上年齡最小的射手之一。
由於他們已確保晉級淘汰賽，最后一場小組賽期間一些首發球員得到休息。梅西隨後在對陣荷蘭的比賽中首發上場，比賽以0-0戰平，阿根廷憑借進球數優勢贏得小組冠軍。在對陣墨西哥的十六強比賽中，這也是他19歲生日的那天，梅西在第84分鐘替補上場，當時比分是1-1。他似乎攻入了一個進球，但裁判有爭議地判定越位，球隊需要在延長比賽時段內攻入一個進球才能晉級。他未能參加八強對陣德國的比賽，阿根廷最終以4-2在點球大戰中被淘汰出局。回國后，佩克曼將他留在替補席上對陣德國的決定受到廣泛批評，許多人認為梅西本可以改變比賽的結果，使阿根廷取得勝利。

### =2007年美洲國家盃
隨著梅西成為世界上最優秀的球員之一，他在阿爾菲奧·巴西萊的首發陣容中確保了位置，作為一支被認為是2007年在委內瑞拉舉行的美洲國家盃的夺冠热门球隊的一部分。他在揭幕戰對美國的比賽中製造了致勝進球，幫助球隊以4-1獲勝；接下來對陣哥倫比亞的比賽中，他贏得了一個罰球，促使球隊攻入了扳平比分的第一個進球，最終他們以4-2贏得比賽。在四分之一決賽階段，小組頭名球隊對陣秘魯，他攻入了一個進球，幫助球隊以4-0獲勝，晉級半決賽，半決賽中他輕巧地將球踢過墨西哥的守門員，確保另一場3-0的勝利。然而，在令人驚訝的失利中，阿根廷在決賽中以0-3不敵巴西隊，而巴西隊缺少了幾名該國最佳球員。這次意外的失利引起了阿根廷國內的許多批評，盡管梅西由於年輕和次要的地位，很大程度上得到了豁免，而球隊的明星球員胡安·羅曼·里克爾梅受到了更多的關注。他被南美足協（CONMEBOL）評選為該賽事的最佳年輕球員。

#### 2008年北京奧運
但不久，便於2008年北京奧運男子足球項目四強賽中以3-0擊敗巴西報回一箭之仇，並奪得該項賽事冠軍。里克尔梅和梅西在国际足联对2008年奥林匹克运动会足球比赛的报告中被认为是阿根廷队中最出类拔萃的球员。

### 2008年至2011年：集體衰落

#### 2010年世界杯
梅西在2010年世界杯成為了阿根廷隊的灵魂人物，身披自马拉多纳、里克爾梅傳承下來的藍白衫10號球衣，是潘帕斯雄鷹冲击大力神盃的绝对核心。唯可惜於淘汰賽遭到德國4:0創記錄大比分擊敗。

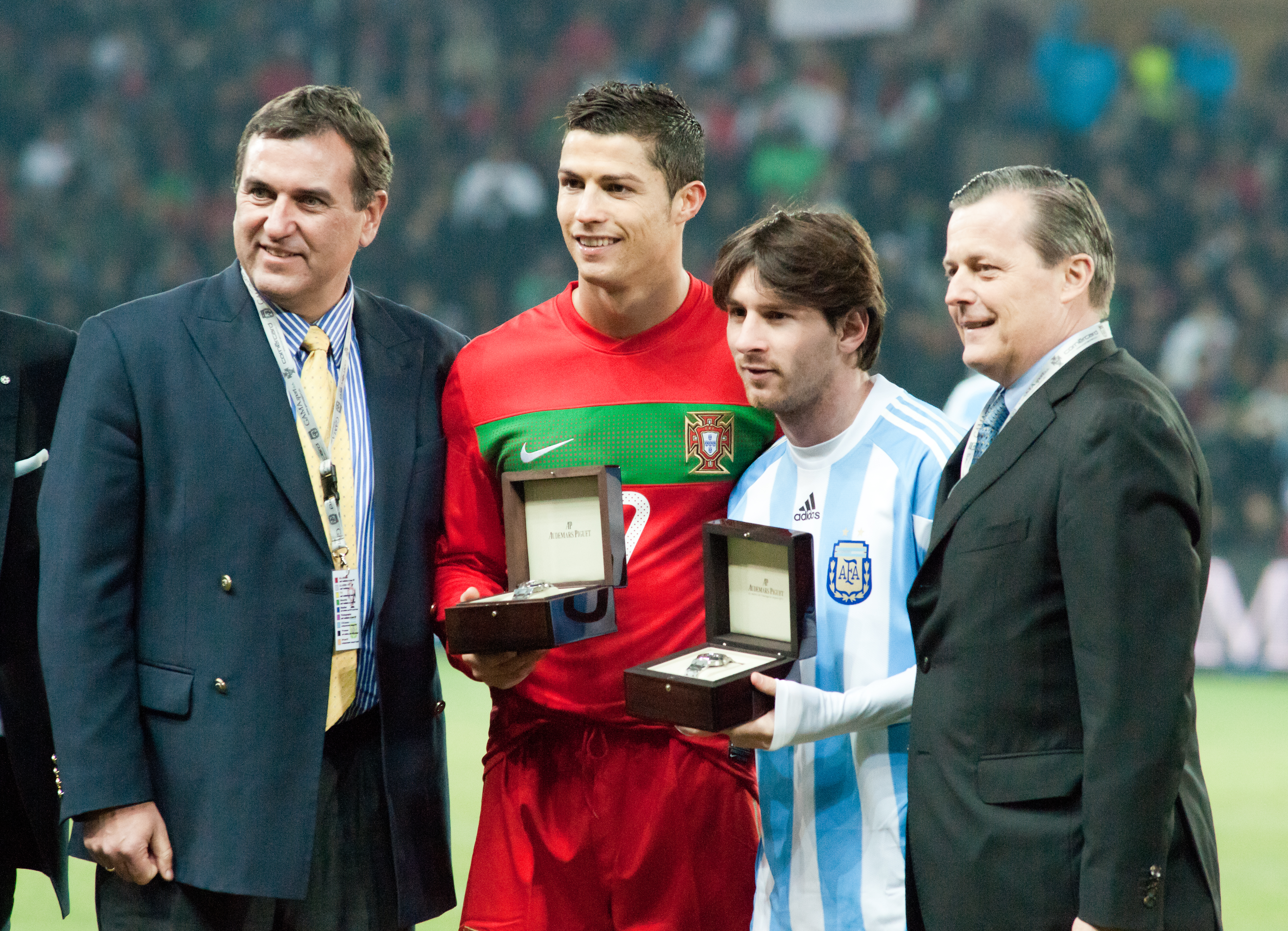
梅西和C罗（2011年2月）

#### 2011年美洲國家盃
馬拉多納被塞爾吉奧·巴蒂斯塔取代，巴蒂斯塔曾策劃了阿根廷的奧運勝利。巴蒂斯塔公開表示他打算圍繞梅西建隊，將他作為虛假的九號，運用巴塞羅那在4-3-3的戰術體系，該體系在巴塞羅那取得了很大的成功。儘管梅西在2010-2011賽季創下了53球的紀錄，但他自2009年3月以來在阿根廷的正式比賽中一直未能進球。在2011年由阿根廷舉辦的美洲杯上，盡管進行了戰術變革，但他的進球荒持續不斷。他們的前兩場比賽，對陣玻利維亞和哥倫比亞，以平局收場。媒體和球迷們注意到，他與前鋒卡洛斯·特維斯的配合不佳，而特維斯在阿根廷的公眾中更受歡迎；因此，梅西第一次在職業生涯中被自己球隊的支持者嘘聲所嘲笑。在接下來的關鍵比賽中，特維斯坐在板凳上，他表現出色，幫助球隊以3-0擊敗哥斯達黎加，助攻兩個進球。在八強對烏拉圭的比賽中，梅西助攻了他們的扳平球，但加時賽結束後，阿根廷在點球大戰中以4-5不敵最終的冠軍隊伍，無緣晉級。

### 2011年至2013年：擔任隊長
在阿根廷在美洲杯表現不佳後，巴蒂斯塔被亞歷漫德羅·薩貝拉取代。在2011年8月上任時，薩貝拉讓當時24歲的梅西成為球隊的隊長，並與當時的隊長哈維爾·馬斯切拉諾共同擔任這一職務。由於梅西天性內向，他以身作則成為球隊中的最佳球員，而馬斯切拉諾則繼續擔任球隊的場上領袖和推動者。
在薩貝拉的領導下，梅西的進球率大幅增加。在之前的教練手下，他在61場比賽中僅打入17球，但在接下來的三年裡，他在32場比賽中攻入25球。2012年，他在9場阿根廷國家隊比賽中打入了12球，追平了加布里埃爾·巴蒂斯圖塔在一年內為國家隊攻入最多進球的紀錄。他在2012年2月29日的一場友誼賽中取得了他的首個國家隊帽子戲法，之後在接下來一年半的時間內在與瑞士、巴西和危地馬拉的友誼賽中又攻入了兩個帽子戲法。之後，梅西在2013年9月10日的世界盃預選賽中以兩個點球攻入兩球，幫助球隊以5-2擊敗巴拉圭，使阿根廷成功晉級2014年世界盃。這兩個進球使他在國家隊中的進球總數達到37球，成為僅次於巴蒂斯圖塔的阿根廷第二射手。在整個預選賽期間，他在14場比賽中共攻入10球。與此同時，隨著他的表現改善，他與國家隊隊友的關係也得到改善，他在阿根廷的形象逐漸受到更多的青睞。

### 2014年至2016年：大赛三连亚

#### 2014年世界杯
在巴西世界杯前，人们对梅西的状态一直存在疑虑，因为他在与巴塞罗那的不成功和频遭伤病的赛季结束时表现不佳。然而，在比赛开始时，他展现出了强大的表现，在前四场比赛中被选为最佳球员。在他首次担任世界杯队长的比赛中，他带领阿根廷以2-1击败波斯尼亚和黑塞哥维那；他协助制造了塞德·科拉希纳奇的乌龙球，并在过掉三名防守球员后攻入了他自己在世界杯的首个进球，距离他八年前的首次亮相还有一段时间。在对阵伊朗的第二场比赛中，他在禁区外25码处打入了伤停补时进球，以1-0获胜，确保晋级淘汰赛。在最后一场小组赛中，他在对阵尼日利亚的3-2胜利中攻入两球，其中第二球来自任意球，帮助阿根廷获得小组第一。在16强淘汰赛中，梅西在加时赛中助攻打入一球，确保1-0击败瑞士，进入八强，而在1-0击败比利时的四分之一决赛中，梅西也参与了比赛，帮助阿根廷首次晋级世界杯半决赛，这是自1990年以来的首次。在加时赛中，比赛结束时是0-0平局，但阿根廷以4-2的点球大战淘汰荷兰，晋级决赛，梅西亲自踢进了球队的第一个点球。
在2014年国际足联世界杯决赛中，梅西与德国的马茨·胡梅尔斯争抢球权。决赛被誉为梅西对阵德国，世界最佳球员对阵最佳球队，是1990年决赛的重演，当时迭戈·马拉多纳也参加了比赛。在比赛的前半小时内，梅西发动了导致进球的进攻，但被判越位。在整场比赛中，他错过了几次开场得分的机会，特别是在下半场开始时，他的突破努力偏出了远门。替补球员马里奥·戈策在第113分钟终于打入一球，德国以1-0赢得了比赛，夺得了世界杯冠军。在决赛结束时，梅西被授予本届比赛的金球奖，成为最佳球员。除了成为进球数并列第三的球员（打入了四球并助攻一次），他还创造了最多的机会，完成了最多的过人次数，传送了最多的进攻传球，并在比赛中完成了最多的直塞球。

#### 2015年美洲國家盃
2015年美洲杯足球賽梅西本來獲頒美洲杯金球獎，但因為阿根廷最後未能奪冠，因此拒絕領獎，也是美洲杯有史以來第一次弃獎。

#### 2016年百年美洲盃
2016年6月26日，梅西率领的阿根廷在美国举办的2016百年美洲杯裏一路披荆斩棘，在小组赛以2-1，5-0，和3-0的比分击败智利，巴拿马和玻利维亚，以小组头名的成绩闯入八强。其中，梅西在对巴拿马的赛事中替补上場30分鐘內，攻入3球上演帽子戏法。阿根廷随后以4-1和4-0的比分击败委内瑞拉和东道主美国，与卫冕冠军智利会师决赛。双方在120分钟颗粒无收之后，再次进入点球大战，但梅西在罗梅罗扑出比达尔主罚的点球后罚丢点球，这是梅西职业生涯唯一一次在点球大战罚丢点球。阿根廷随后以2-4的比分再一次输给智利，屈居亚军。這是梅西連續第三度奪得世界大賽亞軍，梅西在比赛结束后的媒体采访宣布自己从阿根廷国家队退役，引来国际足坛轩然大波。

### 2017年至2019年：回歸及重建
最後，在多方挽留下，梅西於2016年8月宣佈回歸國家隊。
2017年10月10日，梅西所屬的阿根廷在2018年國際足總世界盃外圍賽中瀕臨淘汰，最後一輪賽事對上厄瓜多，梅西演出帽子戲法，終場以3-1擊敗厄瓜多，並且因智利0-3敗給巴西、秘魯及哥倫比亞0-0平局，讓阿根廷躍居分組第三，順利打進2018俄羅斯世界盃會內賽。此戰梅西被譽為以一己之力拯救阿根廷的英雄。

#### 2018年世界杯
在2018俄羅斯世界盃小組賽第一輪阿根廷被冰島1-1逼和，雖然梅西曾獲得一次十二碼機會，也被冰島門將擋出。第二輪對戰克羅埃西亞，因為後防失誤被對方先進球，終場阿根廷0-3吞敗，晉級希望變得渺茫。第三輪對上非洲雄鷹奈及利亞，由梅西在上半場14分鐘射入一球先馳得點，最終阿根廷2-1獲勝，晉級十六強。不過十六強阿根廷終究不敵年輕力盛最終奪冠的法國，雖然曾經一度2-1領先對手，最終仍然以3-4被淘汰出局。
世界杯结束后，新任主帅斯卡洛尼出于考察新人的目的，一直到2019年3月都没有征召梅西参加国家队比赛。

#### 2019年美洲國家盃
2019年美洲國家盃季軍賽阿根廷對陣智利比賽中第38分钟，梅西与对方的加里·梅德爾争夺皮球时手推他背脊，吃到職業生涯第二張紅牌，比賽結束後，梅西拒絕領獎，並指責2019年美洲國家盃存在腐敗。南美足协则谴责梅西的腐敗指控是“不可接受的和毫无根据的指责”。2019年8月3日，南美足協宣佈對梅西禁賽三個月，罚款5万美元。

### 2021年：苦尽甘来

#### 2021年美洲國家盃
2021年美洲國家盃，梅西所屬的阿根廷在與其他南美洲9隊比賽中脫穎而出並在決賽擊敗東道主巴西奪得冠軍，個人獲得賽事金球獎和金靴獎，終於終結了他長達16年的成年以及阿根廷28年的國家隊冠軍荒。
於2021年6月14日，梅西在阿根廷對智利的首場2021年巴西美洲杯小組賽中，以任意球為球隊攻入一球，最終以1-1戰平對手。於6月21日，梅西在對巴拉圭的第三場比賽中上場，這是他代表阿根廷的第147場比賽，追平哈維爾·馬斯切拉諾的出場紀錄。一週後，他在對玻利維亞的最后一場小組賽中，上場次數打破了阿根廷球衣最多出場次數的紀錄，該場比賽阿根廷以4-1取勝，梅西助攻帕普·戈麥斯攻入開場進球，之後他本人又攻入兩球。7月3日，梅西在四分之一決賽對厄瓜多爾的比賽中，兩次助攻並以任意球進球，幫助球隊以3-0獲勝。7月6日，在半決賽對陣哥倫比亞的1-1戰平中，梅西代表阿根廷完成了他的第150次國家隊出場，并取得了本屆比賽的第五次助攻，這次助攻是為拿達路·馬天尼斯做的，這也追平了他在五年前單屆比賽中的九次進球貢獻紀錄。最終他成功罰進點球，幫助阿根廷以3-2在點球大戰中取得勝利，晉級到他的第五個國際賽事決賽。
7月10日，阿根廷在決賽中以1-0擊敗東道主和衛冕冠軍巴西，獲得了梅西個人的首個重要國際冠軍，也是阿根廷自1993年以來的首個重要國際冠軍，這也是該國第15次獲得美洲杯冠軍，追平了最多冠軍的紀錄。梅西在阿根廷的12個進球中直接參與了9個，攻入4球並助攻5次；他以這樣的表現獲得了本屆比賽的最佳球員榮譽，這一榮譽他與巴西球員內馬爾共享。他也以4個進球的成績成為本屆比賽的射手王，與哥倫比亞的路易斯·迪亞斯並列，但由於梅西的助攻更多，金靴獎授予了他。

### 2022年：终成正果

#### 2022年超級決賽
2022年6月1日，在欧美杯中，梅西兩次助攻，幫助阿根廷3-0擊敗應屆歐洲冠軍意大利，奪得歐美杯冠軍，這也是梅西個人職業生涯的第40冠。6月6日阿根廷与爱沙尼亚的世界杯熱身賽中，梅西完成五子登科，幫助阿根廷以5-0戰勝對手，而這也幫助他以86球的國家隊進球數超越傳奇球員普斯卡什，升至國家隊歷史射手榜第四位。此外，梅西也成為了歷史上首位在俱樂部（2011-12賽季歐冠八分之一決賽對陣勒沃库森) 以及國家隊都取得單場五球的球員。

#### 2022年世界杯

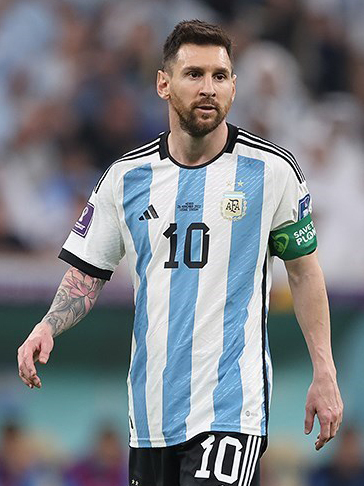
參與2022年卡塔爾世界杯的梅西

2022年卡塔爾世界杯，梅西第五次代表阿根廷国家队出战世界杯；賽前梅西表示此届比賽將會是他參加的最後一届世界杯。在小組賽第一场比赛对战沙特阿拉伯，梅西在第10分钟以点球低射破门，为球队取得开门红。然而VAR半自动越位判了己方三球越位无效而影响球员心态及对手攻势猛烈，被对手2比1爆冷逆转，終結阿根廷36場不敗紀錄。第二场对阵墨西哥，久攻不下的阿根廷凭借梅西的远射破门和其助攻恩佐.费尔南德斯的进球夺回出线主动权，第三场对波兰则以2-0取胜，成功扭轉開賽初期的不利形勢，以小组头名晋级八分之一决赛，避开了卫冕冠军法国队。对阵波兰的比赛也是梅西整届杯赛中唯一一场没有进球与助攻入账的比赛。
在八分之一决赛，梅西帶領的阿根廷隊对阵澳大利亚，累计出场次数突破1000场的梅西打入个人世界杯淘汰赛首球，帮助阿根廷2比1取胜晋级。四分之一决赛对阵荷兰时，梅西先是精彩助攻队友纳维尔·莫利纳破门，之后又亲自罚入一枚点球，可惜被荷兰连入两球追平，最终进入点球大战。在梅西亲自攻入第一球振奋士气的情况下，阿根廷在点球大战阶段最终4比3险胜荷兰晋级。半决赛对阵克罗地亚时，胡利安·阿尔瓦雷斯造点梅西率先罚入一球，之后通过个人能力强突对手助攻阿尔瓦雷斯梅開二度，最终阿根廷3比0横扫对手、与卫冕冠军法国会师决赛，而決賽也是梅西第26次在世界杯出场，梅西也因此成为世界杯历史出场数最多的球员。
作爲世界盃「五屆元老」的梅西，在決賽率領阿根廷與衛冕冠軍法國一路纏鬥。阿根廷雖然在上半场分别依靠梅西与迪马利亚的进球一度领先法国两球；但下半场法国队在2分钟内凭姆巴佩的两个进球迅速把阿根廷的领先优势抹平，并使比赛进入加时。进入加时赛，梅西第109分钟抓住机会补射破门，一度让阿根廷看到不必踢点球大战即可结束比赛的希望，然而第116分钟，阿根廷因自家后卫犯错再次被判点球，姆巴佩罚进完成帽子戏法。比赛最终被拖入点球大战，在首位出场的姆巴佩将点球罚进的不利局面下，阿根廷第一轮出场的梅西同样将点球罚进。随后，阿根廷门将马丁内斯将科曼的点球扑出，并利用心理战干扰琼阿梅尼令其射偏，阿根廷随后出场的两名队员全部将点球罚进。尽管法国最后一位出场的穆阿尼将点球罚进，但阿根廷最后一位出场的蒙铁尔顶住压力罚入制胜点球，比赛就此结束。最终，阿根廷以加时赛3比3、点球大战4比2的成绩战胜法国，取得睽违36年的世界杯冠军，梅西本人则以决赛进两球，七场比赛五次当选MOTM的成绩再度夺得世界杯金球奖。在隊友蒙提爾（Gonzalo Montiel）即將操刀關鍵12碼致勝球時，梅西抬頭向天堂祈禱，用西班牙語說著：“拜托进去吧，就在那里结束吧！”当球順利破網，梅西淚流滿面跪倒在地，因為他終於圓夢贏得歷史性勝利。
在此届比賽中梅西以球队领袖的身份团结队友，帶領这支“草根”阿根廷——在这支阿根廷队的26人中，没有一人在2022年金球奖评选入围前三十——奪得冠軍：從1/8決賽開始、1/4決賽、半決賽到決賽，梅西幾乎在每次比賽全部斬獲進球，成為世界杯史上首位取得如此成就的球員，並以13個入球并列排在世界盃历史射手榜第四位。

### 2023年至今：新的征程
2023年2月，阿根廷国家队公布热身赛对阵巴拿马和库拉索球员大名单，梅西与迪马利亚在列，二人连续14年共同入选国家队。3月23日，世界杯夺冠庆典对阵巴拿马，梅西任意球破门解锁职业生涯第800球，连续18年为国家队进球。赛后，阿根廷足协在纪念碑球场举行了盛大的庆祝活动。3月28日，在对阵库拉索的热身赛上，梅西为球队首开纪录，打入个人国家队生涯第100粒进球，并在第37分钟上演帽子戏法。至此梅西成为继阿里·代伊和C罗之后第三位为国家队打入超过100粒进球的球员。
2023年9月，阿根廷国家队迎来了2026年美加墨世界杯预选赛。9月7日(UTC)在首轮对阵厄瓜多尔的比赛中，面对久攻不下的局面，梅西在比赛第77分7秒以一记任意球攻破对手球门，帮助阿根廷取得了通向美加墨的首个3分。9月12日(UTC)在對陣玻利維亞的比賽，梅西輪休未進入大名單，以教練組成員的球隊技術助理身份出現在比賽中。
2023年10月，在世界杯预选赛第四輪客場對陣秘魯的比賽中，梅西分別在比賽第32和第42分鐘推射破門，阿根廷最終以2-0的比分獲勝，至此梅西以31球進球數，超越蘇亞雷斯成為「南美洲區世界盃預選賽最佳射手」。

#### 2024年美洲國家盃
2024年6月20日 EDT (UTC−4)，在2024年美洲國家盃小組賽中梅西先是以第49分鐘的直塞球幫助阿爾瓦雷斯進球，隨後在第88分鐘助攻勞塔羅·馬丁內斯，最終阿根廷以2-0戰勝加拿大，球隊正式開啓了衛冕冠軍的揭幕戰。在四分之一決賽對陣厄瓜多爾的比賽中，90分鐘後雙方1-1戰平，梅西在隨後的點球大戰首罰中罰丟了點球，但阿根廷隊以4 -2獲勝晉級半決賽。在半決賽對陣加拿大的比賽中，梅西在恩佐.费尔南德斯的助攻下打進了比賽的第二個進球，最終阿根廷以2-0獲勝，這是梅西在本屆美洲盃上的首粒進球，同時也讓他以 109 粒進球超越阿里·代伊，成為歷史上第二高的國家隊賽事射手。
2024年7月14日 EDT (UTC−4)
，梅西率领阿根廷在2024年美洲國家盃決賽上對陣哥倫比亞，這是梅西生涯第５次進入美洲盃決賽，成為美洲盃截至目前進入決賽最多次的球員。於比賽第66分鐘梅西因傷被提前換下，阿根廷隊展現了頑強的韌性，將比賽拖入加時賽，在艱難的第112分鐘隊友勞塔羅·馬丁內斯取得進球，阿根廷最終以1-0戰勝哥倫比亞，夺得队史第16个美洲盃冠军。這場勝利結束了哥倫比亞隊28場不敗的紀錄，也使阿根廷成為歷史上第一個連續兩屆美洲盃冠軍和世界盃冠軍的國家，這支球隊是繼西班牙國家足球隊（2008年至2012年的成績）後唯一一個取得同樣統治力的國家隊。隨著球隊的衛冕，梅西取得了個人生涯第2個美洲盃冠军，同時也是生涯第45冠，為職業足壇歷史最多冠軍的球員。